# Вред-эн-Хуп
Вред-эн-Хуп (нидерл. Vreed en Hoop) — населённый пункт в государстве Гайана рядом со столицей страны городом Джорджтаун. Административный центр региона Эссекибо-Айлендс-Уэст-Демерара.

## История
Населённый пункт был основан прибывшим из Европы контрактным рабочим А.Рахманом (A. Rahman, после перехода территории под британскую власть написание фамилии было изменено на Rayman), который получил эту землю на аукционе. Название в переводе с нидерландского языка означает «Мир и надежда».

## География
Населённый пункт находится на берегу Атлантического океана в устье реки Демерара на её левом берегу.

## Население
Население Вред-эн-Хуп составляет около 3 тысяч человек.

## Знаменитые уроженцы
- Мохаммед Шахабуддин[англ.] (1931—2018) — юрист, судья Международного суда ООН, дважды был вице-президентом Международного трибунала по бывшей Югославии.